# Fosfato de di-hidroxiacetona
Fosfato de diidroxiacetona (ou DHAP, do inglês Dihydroxyacetone phosphate), ou ainda fosfato de glicerona em textos mais antigos, é um composto bioquímico envolvido em diversas reações, desde o ciclo de Calvin, nas plantas, até o processo de biossíntese de éter-lipídio do protozoário Leishmania mexicana.
A DHAP possui papel fundamental na via metabólica da glicólise.

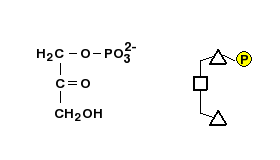
Estrutura da dihidroxiacetona fosfato mostrada utilizando projeção de Fischer, à esquerda, e modelo poligonal, à direita.

## Função na glicólise
Na interconversão reversível do Fosfato de diidroxiacetona e Gliceraldeído-3-fosfato, a enzima triose-fosfato isomerase tem uma função catalisadora, ou seja, reduz a energia de ativação das substâncias.